# Exequiel Figueroa
Exequiel Fernando Figueroa Reyes, detto Negro (Santiago del Cile, 20 settembre 1924 – Las Condes, 28 dicembre 2005), è stato un cestista e allenatore di pallacanestro cileno.

## Carriera
Soprannominato "el Negro", è stato uno dei più importanti giocatori nella storia del basket cileno; in carriera ha militato nel Fama.
Con il Cile ha vinto la medaglia di bronzo ai Mondiali del 1950. Ha inoltre presto parte alle Olimpiadi 1948 (6º posto) e quelle del 1952 (5º posto).
Ha allenato il Cile al FIBA South American Championship 1955.